# Das Lehrerzimmer
Das Lehrerzimmer ist ein deutscher Spielfilm von İlker Çatak aus dem Jahr 2023. Das Drama handelt von einer jungen Lehrerin (dargestellt von Leonie Benesch), die eine Diebstahlserie an ihrer Schule zu beenden versucht. Die überraschende Entlarvung der vermutlichen Täterin und die folgende schulische Untersuchung unter der Prämisse einer „Null-Toleranz-Politik“ führen bald zu Denunziantentum, Streit und Ausgrenzung am Gymnasium. 
Die Premiere des Films fand Mitte Februar 2023 in der Sektion Panorama der 73. Berlinale statt, wo Das Lehrerzimmer von der Filmkritik sehr positiv aufgenommen wurde. Ein regulärer deutscher Kinostart erfolgte Anfang Mai 2023. Im selben Jahr gewann das Werk den Deutschen Filmpreis in fünf Kategorien, darunter die Auszeichnungen als Bester Spielfilm sowie für Regie, Drehbuch, Schnitt und die Hauptdarstellerin Leonie Benesch. Auch wurde Das Lehrerzimmer als deutscher Kandidat für den „Auslandsoscar“ 2024 nominiert.

## Handlung
Die junge Lehrerin Carla Nowak unterrichtet seit einigen Monaten die Fächer Mathematik und Sport in einer siebten Klasse eines Gymnasiums. Sie fällt im Kollegium vor allem durch ihren Idealismus auf. Die Stimmung an der Schule ist durch eine unaufgeklärte Diebstahlserie getrübt. Eines Tages wird Carla selbst Zeugin, wie mehrere Schüler ihrer Klasse unter Verdacht geraten. Unter unwürdigen Umständen werden die Jungen im Klassenzimmer von Carlas Kollegen vorgeführt und ihre Portemonnaies gefilzt. Aufgrund einer größeren mitgeführten Geldsumme muss sich der türkischstämmige Schüler Ali im Sinne der an der Schule geltenden Null-Toleranz-Politik mit seinen Eltern dem Gespräch mit der strengen Schuldirektorin Dr. Bettina Böhm stellen. Der anfängliche Verdacht erhärtet sich jedoch nicht.
Nach diesen Geschehnissen, die Carla als ungerecht empfindet, versucht sie mit Hilfe ihrer Laptop-Kamera der Sache persönlich nachzugehen. Als sie deren Videoaufzeichnung aus dem Lehrerzimmer betrachtet, erkennt sie die langjährige, unauffällige Schulsekretärin Friederike Kuhn als vermutliche Täterin – ihre gemusterte Bluse ist deutlich auf den Aufnahmen zu identifizieren. Die Aufdeckung der Tat versetzt Carla in ein unlösbares Dilemma – Frau Kuhn ist die Mutter des schüchternen Oskar, ihres in Mathematik begabtesten Schülers. Auch leugnet sie vehement die Tat, die auf dem Video nicht genau zu erkennen ist. Dennoch wird Frau Kuhn für die weitere Untersuchung beurlaubt.
In der Folge droht Carla, zerrieben zwischen ihren Idealen und dem System Schule sowie den Konsequenzen ihres Handelns, zu zerbrechen. Während eines Elternabends, der sich für sie zu einem Verhör entwickelt, erleidet sie einen Nervenzusammenbruch. In Teilen des Lehrerkollegiums sowie unter ihren Schülern und deren Eltern gerät sie zunehmend in die Isolation. Gleichzeitig hat sie die psychische Belastung für Oskar zu verantworten, der von einigen Mitschülern nun als Sohn einer „Verbrecher-Mutter“ wahrgenommen und gemobbt wird. Dennoch hält dieser vehement an der Unschuld seiner Mutter fest und stellt Carla als „Lügnerin“ dar. Als die von Oskar geforderte öffentliche Entschuldigung Carlas ausbleibt, stiehlt er eines Tages ihren Laptop aus der Sporthalle. Dabei schlägt er ihr mit dem Laptop im Handgemenge ins Gesicht und wirft ihn schließlich in den Fluss. Carla nimmt Oskar aber weiterhin in Schutz, als über einen Klassen- oder Schulwechsel diskutiert wird. Auch belügt sie das Kollegium hinsichtlich ihrer Verletzung am Auge und bietet an, selbst die Schule zu verlassen.
Als die Schülerzeitung versucht, ausgewogen zu berichten und die Geschichte aus der Perspektive der möglichen Täterin publik macht, entbrennt eine Diskussion über Wahrheit und Gerechtigkeit. Gleichzeitig wird ein in der Zeitung abgedrucktes Interview mit Carla aus dem Zusammenhang gerissen. Direktorin Böhm lässt daraufhin den Verkauf der Schülerzeitung verbieten und Oskar vom Unterricht suspendieren; auch von der geplanten Klassenfahrt wird er ausgeschlossen. Oskar erscheint dennoch trotzig am nächsten Tag zum Unterricht. Carla äußert ihr Bedauern und versucht ihn zum Verlassen des Schulgebäudes zu überreden. Sie und weitere Kollegen können aber nicht zu dem still weinenden Jungen durchdringen, der auch nicht auf die Handyanrufe seiner Mutter reagiert. Oskar löst den Zauberwürfel, den Carla ihm zuvor lieh. Am Ende wird Oskar auf seinem Stuhl sitzend von Polizisten aus dem Gebäude getragen.

## Entstehungsgeschichte

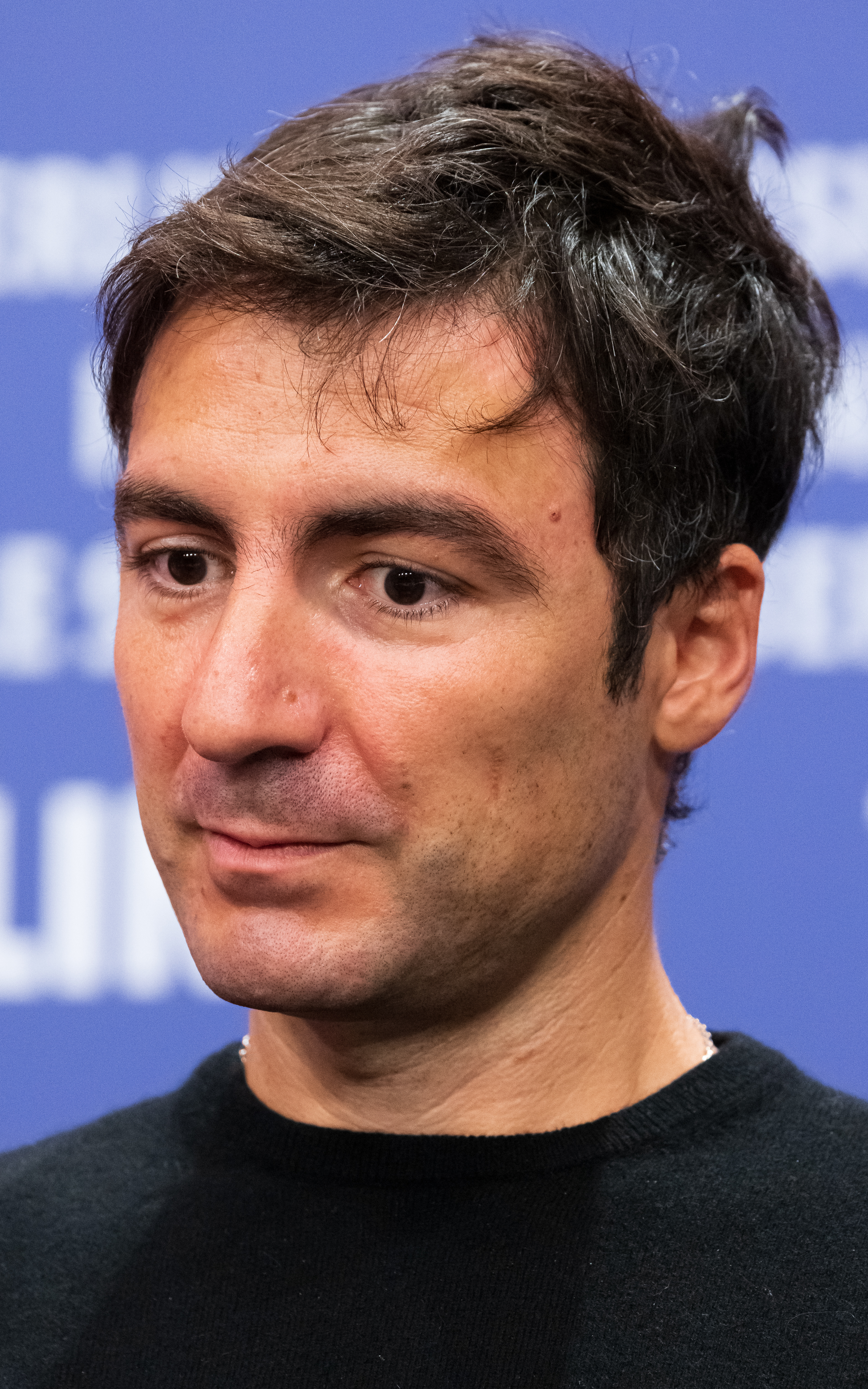
İlker Çatak während der Präsentation seines Films auf der Berlinale 2023

Das Lehrerzimmer ist der vierte Kinospielfilm von Regisseur İlker Çatak. Das Drehbuch verfasste er gemeinsam mit Johannes Duncker. Es wurde durch die Schulzeit der beiden mitinspiriert, über die sie sich während eines gemeinsam verbrachten Urlaubs austauschten. Von der achten Klasse an besuchte Çatak eine Schule in der Türkei, wo er selbst einen ähnlichen, wie im Film dargestellten, Fall um das Filzen der Portemonnaies von Schülern durch das Lehrpersonal miterlebte. Ebenso hatte eine Putzfrau der Familie einst seine Eltern bestohlen. Dunckers Schwester wiederum arbeitete als Mathematiklehrerin an einer Schule, in deren Lehrerzimmer Diebstähle verübt worden waren. Unter dem Eindruck, einer „aufregenden Geschichte“ auf der Spur zu sein, reiste Çatak zu seiner ehemaligen weiterführenden Schule nach Berlin, wo er von seiner damaligen Schulleitung in dem Projekt unterstützt wurde. Ein geplanter Dreh an Çataks alter Schule kam aber nicht wie geplant zustande. 
Außer mit Dunckers Schwester führten beide Autoren Gespräche mit gut einem Dutzend Personen aus dem Bildungssektor, darunter Lehrer, Schulleiter, Schulpsychologen und Sportlehrer, die das Autoren-Duo mit teambildenden Maßnahmen vertraut machten. Çatak fiel auf, dass sich im Vergleich zu seiner Schulzeit „vor allem die Art der Kommunikation“ geändert habe. Mit Hilfe von Instant-Messaging-Diensten wie WhatsApp könnten sich die Eltern untereinander schneller austauschen und Probleme ansprechen. Auch hatte der Regisseur das Gefühl, dass Eltern heutzutage mit einem anderen Selbstbewusstsein auftreten würden. Dies sei ihm vor allem bei Kindern aufgefallen, die auf eine „bessere“ Schule geschickt wurden.
Obwohl Çatak und Duncker bei ihren Recherchen klar wurde, dass das Filzen der Portemonnaies heute so nicht mehr vorkommen würde, fügten sie es unter der Prämisse der Freiwilligkeit in ihr Drehbuch ein. So ist im Film auch mehrfach der Satz „Das Ganze ist freiwillig, aber wenn man nichts zu verbergen hat, hast Du nichts zu befürchten“ zu hören. Çatak empfand dieses „Verfahren“ als „total perfide“, da ein solcher Prozess nicht auf Augenhöhe zwischen Schülern und Lehrern stattfinden könne. Çatak und Duncker wurden in ihrer Anfangsphase von ihrem Filmproduzenten Ingo Fliess ermutigt, mit dem angefangenen Skript fortzufahren. Er mietete beiden ein Haus im Wald, wo sich das Autoren-Duo eine Woche lang bei Spaziergängen über die Prämisse des Films austauschen konnte. Danach kehrten Çatak nach Berlin und Duncker nach Köln zurück. Über ein miteinander geteiltes Online-Dokument kam das Drehbuch zustande. Dabei gefiel Çatak die Idee, den Film in einer Schule spielen zu lassen, da er diese als „Mikrokosmos“ der Gesellschaft betrachtete. Neben dem zentralen Thema der Wahrheitsfindung kamen mit Fake News, Cancel Culture sowie dem Bedürfnis der Gesellschaft, einen Sündenbock zu benennen, weitere Themen hinzu.
Der Film wurde in zwei denkmalgeschützten Gebäuden in Hamburg gedreht, dem Albert-Schweitzer-Gymnasium und dem ehemaligen Standort der Fachhochschule für Architektur und Bauingenieurwesen an der Hebebrandstraße. Die ikonische Aufnahme der übereinander liegenden Treppenläufe stammt aus einem der Atriumbauten an der Hebebrandstraße, die Fahrten durch lange, verglaste Verbindungsgänge aus dem Albert-Schweitzer-Gymnasium.

## Rezeption

### Veröffentlichung
Die Uraufführung von Das Lehrerzimmer (internationaler Titel: The Teachers’ Lounge) war am 18. Februar 2023 bei den Internationalen Filmfestspielen Berlin in der Sektion Panorama. Das Festival pries das Werk als „eine Studie über Machtverhältnisse und darüber, wie Einzelne zwischen verhärteten Fronten aufgerieben werden“ an.
Regulär in die deutschen Kinos gelangte der Film ab 4. Mai 2023 im Verleih von Alamode Film. In Österreich war der Kinostart am 12. Mai 2023. Im selben Monat wurde die Drehbuchfassung von Çatak und Duncker als Buch im Reclam-Verlag veröffentlicht.

### Kritiken

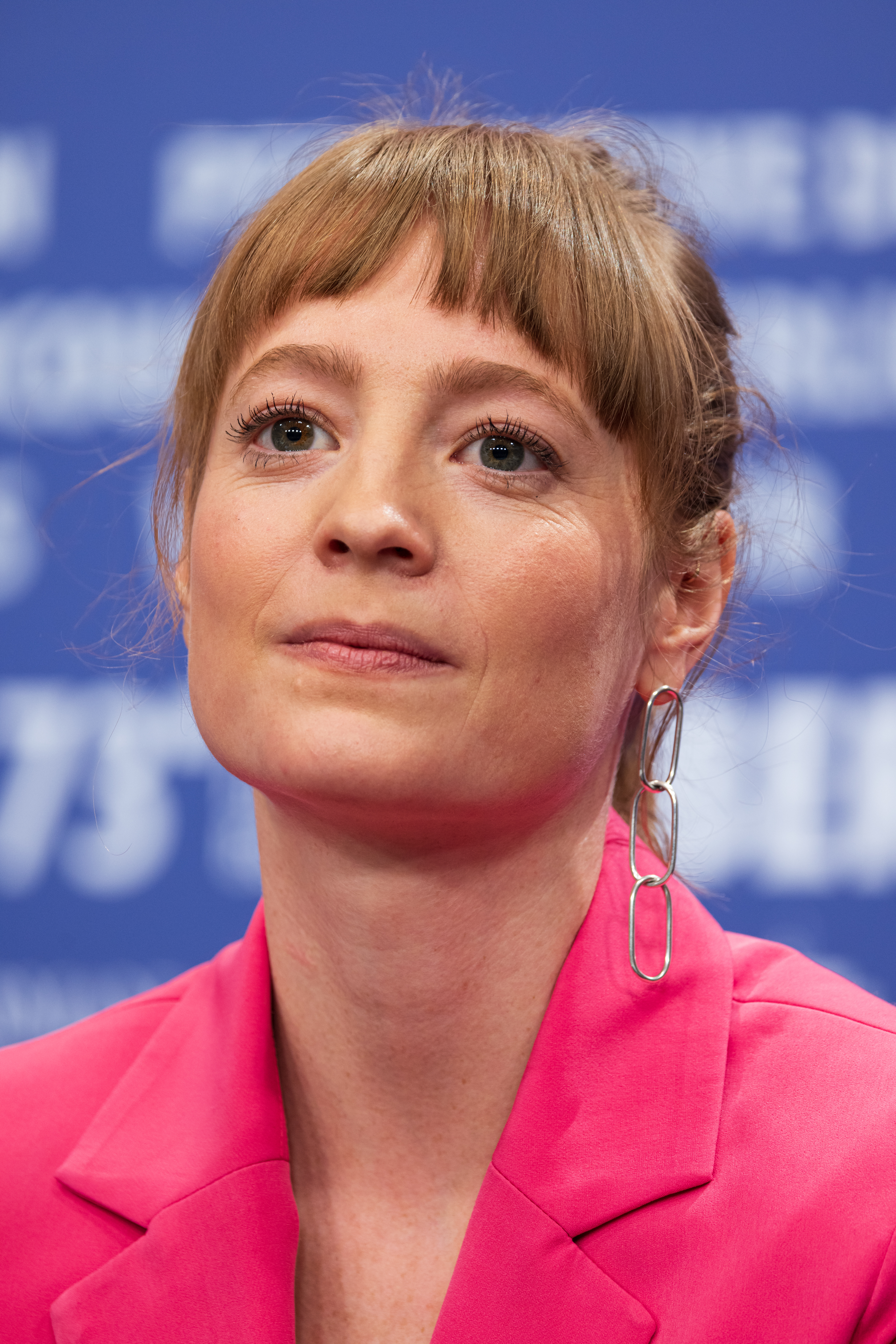
Hauptdarstellerin Leonie Benesch auf der Berlinale 2023

Erste nach der Premiere erschienene Kritiken lobten den Film sowie die Darstellerleistung von Leonie Benesch:
Cosima Lutz hob im Filmdienst die dramaturgische Offenheit und Spannung von Das Lehrerzimmer sowie dessen subtilen Humor hervor („Alles scheint hier möglich, eine Fabel vom Gelingen genauso wie ein Amoklauf“). Regisseur und Drehbuchautor İlker Çatak führe „das Publikum in diesem Gesellschaftslabor auf dasselbe Glatteis wie die Protagonistin“. Auch pries sie die Schauspielleistungen von Leonie Benesch und Eva Löbau, die „streng“ komponierte und „elegant“ fließende Kameraarbeit von Judith Kaufmann sowie die beunruhigende Musik von Marvin Miller. Das Handeln an der Schule erweise sich in Bezug auf die begangenen Diebstähle „als immer schwieriger, je mehr geredet“ werde. Die angewandte „Null-Toleranz-Politik“ setze „eine geradezu klassische Tragödie in Gang, indem gerade in seiner Erfüllung die Übertretung“ liege „und im Vermeidenwollen das zu Vermeidende“ geschehe. Die Figur der Carla Nowak wolle „alles richtig machen“, bekomme aber „alsbald zu spüren, wie schnell das ‚Null-Toleranz‘-Diktat zu Denunziantentum, Verdacht und Ausgrenzung“ führe, „statt einen ‚sicheren Raum‘ zu schaffen“. Die von anderen vorgebrachte Kritik, „dass nicht ganz klar sei, worauf“ Çataks Film eigentlich hinauswolle, ließ Lutz aber nicht unerwähnt.
Michael Meyns (die tageszeitung) lobte den Film als dichtes Psychogramm und Leonie Benesch als eine der „Entdeckungen der […] Berlinale“. Auch ihm fiel die Unvorhersehbarkeit der Handlung auf, die die Zuschauer dazu zwinge, „sich mit dem Denken“ der weiblichen Hauptfigur „auseinanderzusetzen“. Wie Lutz zuvor verwies Meyns auf die engen Bilder von Kamerafrau Kaufmann. Çatak lasse die Situation „nach und nach […] eskalieren“, während sich die „junge, engagierte, es ganz ohne Frage sehr gut meinende Lehrerin […] zunehmend“ verrenne. Die im Film thematisierte moralische Frage lasse sich „nicht auf eine einfache Ja/Nein-Formel reduzieren“. Das „wie eine Ausflucht“ wirkende Ende passe „gerade wegen seiner Unbestimmtheit, seinem bewussten Ablehnen einer klaren Haltung, so gut“, so der Kritiker. In einer längeren, für das Online-Portal Filmstarts verfassten Kritik ließ Meyns Das Lehrerzimmer die zweithöchste Bewertung zukommen. In ihr kritisierte er das Ende als „unbefriedigend“, pries das Werk aber als „bislang besten Film“ Çataks.
Auch international fand der Film, der unter dem englischsprachigen Titel The Teachers’ Lounge vermarktet wurde, großen Anklang. Auf der Website Rotten Tomatoes empfahlen 81 der dort gelisteten 82 professionellen Kritiker Das Lehrerzimmer weiter, was 99 % entspricht, deutlich höher als der Audience Score von 38 %. Dies führte zu einer Durchschnittswertung von 8,3 von 10 möglichen Punkten. Fasst man die Meinungen der Rezensenten zusammen, sei das Werk „eine kluge und provokative moderne Parabel mit dem Kern eines Thrillers“. Das Lehrerzimmer nutze „den Schauplatz auf brillante Weise als Hintergrund für einen Blick darauf, wie schnell selbst eng verbundene Gemeinschaften destabilisiert werden“ könnten. Auf der Website Metacritic erhielt Çataks Regiearbeit eine Bewertung von 84 von 100 möglichen Punkten, basierend auf der Auswertung von 17 englischsprachiger Kritiken. Dies entspricht allgemeiner Anerkennung („Universal Acclaim“).

## Auszeichnungen
Im Rahmen der Aufführung auf der Berlinale war der Film für den Panorama Publikumspreis nominiert, während Hauptdarstellerin Leonie Benesch als deutscher „Shooting Star“ ausgezeichnet wurde. Das Werk erhielt den CICAE Art Cinema Award und den Preis Label Europa Cinemas jeweils als bester Sektionsbeitrag des Panoramas. Bei der Verleihung zum Deutschen Filmpreis 2023 folgten fünf Auszeichnungen, darunter als Bester Spielfilm. Dabei setzte sich Das Lehrerzimmer gegen das zuvor vielfach preisgekrönte Kriegsdrama Im Westen nichts Neues durch. Auch erhielt Das Lehrerzimmer zwei Nominierungen für den Europäischen Filmpreis 2023 und wurde für den Oscar 2024 in der Kategorie Bester internationaler Film nominiert.
| Festival bzw. Filmpreis                        | Kategorie                                            | Resultat  | Preisträger/ Nominierte       |
| ---------------------------------------------- | ---------------------------------------------------- | --------- | ----------------------------- |
| Alliance of Women Film Journalists Awards 2024 | Bester internationaler Film                          | Nominiert | k. A.                         |
| Berlinale 2023                                 | CICAE Art Cinema Award                               | Gewonnen  | İlker Çatak                   |
| Berlinale 2023                                 | Label Europa Cinemas                                 | Gewonnen  | İlker Çatak                   |
| Chicago Film Critics Association Awards 2023   | Bester fremdsprachiger Film                          | Nominiert | k. A.                         |
| Deutscher Filmpreis 2023                       | Bester Spielfilm                                     | Gewonnen  | Ingo Fliess                   |
| Deutscher Filmpreis 2023                       | Beste Regie                                          | Gewonnen  | İlker Çatak                   |
| Deutscher Filmpreis 2023                       | Bestes Drehbuch                                      | Gewonnen  | Johannes Duncker, İlker Çatak |
| Deutscher Filmpreis 2023                       | Beste weibliche Hauptrolle                           | Gewonnen  | Leonie Benesch                |
| Deutscher Filmpreis 2023                       | Beste Kamera / Bildgestaltung                        | Nominiert | Judith Kaufmann               |
| Deutscher Filmpreis 2023                       | Bester Schnitt                                       | Gewonnen  | Gesa Jäger                    |
| Deutscher Filmpreis 2023                       | Beste Filmmusik                                      | Nominiert | Marvin Miller                 |
| Deutscher Kamerapreis 2023                     | Bester Schnitt – Fiktion Kino                        | Nominiert | Gesa Jäger                    |
| Deutscher Schauspielpreis 2023                 | Bester Schauspieler in einer dramatischen Nebenrolle | Nominiert | Michael Klammer               |
| Europäischer Filmpreis 2023                    | Bestes Drehbuch                                      | Nominiert | Johannes Duncker, İlker Çatak |
| Europäischer Filmpreis 2023                    | Beste Darstellerin                                   | Nominiert | Leonie Benesch                |
| Goya 2024                                      | Bester europäischer Film                             | Nominiert | k. A.                         |
| Günter-Rohrbach-Filmpreis 2023                 | Bestes Drehbuch                                      | Gewonnen  | Johannes Duncker, İlker Çatak |
| Filmfestival von Haifa 2023                    | Bester internationaler Film                          | Nominiert | İlker Çatak                   |
| LUX 2024                                       | Bester Film                                          | Nominiert | İlker Çatak                   |
| National Board of Review Awards 2023           | Top Five internationale Filme                        | Gewonnen  | k. A.                         |
| Oscar 2024                                     | Bester internationaler Film                          | Nominiert | k. A.                         |
| Satellite Awards 2023                          | Bester fremdsprachiger Film                          | Nominiert | k. A.                         |
| Filmfestival von Valladolid 2023               | Premio José Salcedo – Bester Schnitt                 | Gewonnen  | Gesa Jäger                    |

## Trivia
- Eva Löbau, die Darstellerin der Sekretärin Friederike Kuhn, spielte 20 Jahre zuvor selbst eine überforderte Lehrerin in Maren Ades Film Der Wald vor lauter Bäumen.